# Ócsai Károly
Ócsai Károly (Újpest, 1938. június 23. – 2011. december 22.) Munkácsy Mihály-díjas magyar szobrászművész, éremművész, művésztanár. Szobrászi kifejezésének egyéni formanyelve tudományos igényű kristálytani kutatásainak eredményeként alakult ki, ennek sajátosságai karakterisztikusan mutatkoznak meg kompozíciós vagy anyagkezelési stílusjegyeiben. A tudományos kutatásai során szerzett felismerések a klasszikus műfajok lehetőségeinek újraértelmezésére, határainak kitágítására, sőt új műfajok megteremtésére is késztették.

## Életpályája
A művészi valóság-megismerés iránti érzékenysége már gyermekkorában arra késztette, hogy az intézményes oktatás kezdetét megelőzően, illetve a mellett is keresse alkotói képessége gyakorlásának lehetőségeit. 1957-ben végezte el a Képzőművészeti Gimnáziumot. Szentiványi Lajosnál festészetet, majd Bokros Birman Dezső és Somogyi József tanítványaként szobrászatot tanult. Mivel részt vett az 1956-os forradalomban, nem tanulhatott tovább a Képzőművészeti Főiskolán. A Képzőművészeti Kivitelező Vállalatnál 1960 és 1963 között restaurátorként dolgozott, 1964 és 1972 között a Múzeumi Ismeretterjesztő Központ kiállításrendezője.
Az 1967-ben rendezett, első egyéni kiállítását követően, felvételt nyert a professzionális művészek szakmai szervezeteibe 1968-tól tagja volt a Fiatal Művészek Stúdiójának és a MNK Művészeti Alapjának, illetve jogutódjának a Magyar Alkotóművészek Országos Egyesületének. 1983-tól a Magyar Képzőművészek és Iparművészek Szövetségének, majd a FIDEM-nek, 1992-től a Szinyei Merse Pál Társaságnak, 1995-től a Magyar Szobrász Társaságnak és 1996-tól a Szobrászrajz Társaságnak. Az 1970-es évektől kezdődően rendszeresen szerepelt a kortárs magyar képzőművészet valamennyi jelentős csoportos tárlatán. Számos meghívást kapott hazai és nemzetközi szimpóziumok munkájában való részvételre. 1986 és 1996 között a Nádasdy Kálmán Művészeti Iskola szobrásztanára volt. 1990-től feleségével, Dr. Neducza Nádával Nemzetközi Szobrászrajz Biennálékat szervezett.
1990-1994 között a budafoki Önkormányzat képviselője, a Kulturális Bizottság alelnöke volt.
Az 1989 utáni magyarországi társadalmi változásoknak köszönhetően, megvalósulhatott néhány alkotásának köztéri elhelyezése is Budapest városképében azóta, meghatározó elemmé vált „Az 1956-os Forradalom és Szabadságharc Tabáni Emlékműve”, valamint a Tétényi Csata Emlékműve a Nagytétényi Kastélyparkban.
Hosszú időn keresztül foglalkozott szobrászrajzzal is, a rendszerváltozás után újjáélesztette a műfajt, feleségével biennálékat szervezett, amelyeken neves magyar és külföldi művészek vettek részt. A díjazott 40 darabos kollekció a Magyar Nemzeti Galéria tulajdonába került.
Munkásságát több televíziós műsorban is bemutatták az utóbbi években. (így pl. "1956 és az emlékmű" (portréfilm, rend. Nagy T. K., Duna TV, 1996. október 23.). 1990 és 1994 között Budapest XXII. ker. Önkormányzatának képviselője, a Kulturális Bizottság alelnöke volt. Tanulmányúton járt számos európai országban, Egyiptomban és az USA-ban. Több nemzetközi művésztelepen és szimpóziumon vett részt (1973 Prilep [Jugoszlávia]; 1975 Lindabrunn [Ausztria]; 1981-82 Villány; 1984-85 Siklós stb.)

## Kiállításai
Első kiállítását 1967-ben rendezték, azóta számos csoportos és egyéni tárlata is volt.

### Egyéni kiállításai
- Fővárosi Szabó Ervin Könyvtár Börzsöny utcai fiókja (1967),
- Ifjúság Ház, Szombathely (1968),
- Csepel Galéria, Budapest (1971),
- Stúdió Galéria, Budapest (1973),
- Ferihegyi repülőtér, Budapest (1975),
- Kirakat Galéria, Baja (1984),
- Budatétényi Galéria , Budapest (1984),
- Művelődési Központ, Badacsonytomaj (1985),
- Művelődési Ház, Érd (1986),
- Művelődési Ház, Törökszentmiklós (1987),
- Vörös Kápolna, Boglárlelle (1989),
- Kirakat Galéria, Baja (1989),
- Városi Könyvtár, Pécs (1989),
- VI. kerületi Polgármesteri Hivatal, Budapest (1990),
- Józsefvárosi Kiállítóterem, Budapest (1991),
- Kernstok Terem, Tatabánya (1991),
- Kék Iskola Galéria, Budapest (1996),
- Pest Center Galéria (1998),
- Vigadó Galéria, Budapest (1999) ("Visszametszés"),
- az Újpest Galéria, valamint Ráckeve (2001).

### Csoportos kiállításai, szimpóziumok
1969-től rendszeresen ott a pécsi Országos Kisplasztikai Biennálén, a soproni Országos Éremművészeti Biennálén, a szegedi Nyári Tárlaton, az Országos és Nemzetközi Szobrászrajz Biennálékon
- 1969 Képzőművészeti kiállítás – Derkovits Ifjúsági Klub (Budapest)
- 1970 Stúdió ’70 (Budapest)
- 1971 Stúdió ’71 (Budapest)
- 1971 Országos Kisplasztikai Biennále (Pécs)
- 1972 III. Debreceni Országos Nyári Tárlat
- 1973 Országos Kisplasztikai Biennále (Pécs)
- 1974 „Fényes Adolftól napjainkig” Művelődési Központ (Szob)
- 1974 „A modern magyar grafika Egry Józseftől napjainkig” Művelődési Központ (Szob)
- 1977 „Magyar Éremművészet” Csontváry Galéria (Budapest)
- 1977 „Grafika és kisplasztika” (Róma)
- 1978 „Magyar Szobrászat” Műcsarnok (Budapest)
- 1979 A Művészeti Alap Vásárlásai – Műcsarnok (Budapest)
- 1979 Éremművészeti Biennále (Sopron)
- 1980 Szegedi Nyári Tárlat (Szeged)
- 1982 „Az emberi környezetért” Vigadó Galéria (Budapest)
- 1983 „Kosztolányi emlékkiállítás” Petőfi Irodalmi Múzeum (Budapest)
- 1983 Babits Emlékkiállítás (Szekszárd)
- 1983 „Arcok és sorsok” Portré Biennále (Hatvan)
- 1983 Éremművészeti biennále (Sopron)
- 1983 Országos Kisplasztikai Biennále (Pécs)
- 1984 Országos Képzőművészeti Kiállítás – Műcsarnok (Budapest)
- 1984 Szegedi Nyári Tárlat (Szeged)
- 1985 „40 alkotó év” (Moszkva)
- 1985 Országos Képzőművészeti Kiállítás – Műcsarnok (Budapest)
- 1985 Portré Biennále (Hatvan)
- 1985 Országos Kisplasztikai Biennále (Pécs)
- 1985 Éremművészeti Biennále (Sopron)
- 1986 Szegedi Nyári Tárlat
- 1986 Országos Kerámia Biennále (Pécs)
- 1987 Országos Kisplasztikai Biennále, Pécs
- 1987 Éremművészeti Biennále (Sopron)
- 1987 FIDEM Tárlat – Colorado Springs
- 1987 „Éljenek a fák” – XXII. kerületi Művelődési Központ (Budapest)
- 1988 Országos Képzőművészeti Kiállítás – Műcsarnok (Budapest)
- 1988 Dante Biennále (Ravenna)
- 1988 „Művészek Széchenyi István emlékéért” Pataky István Művelődési Központ (Budapest)
- 1989 Országos Képzőművészeti Kiállítás – Műcsarnok (Budapest)
- 1989 Országos Kisplasztikai Biennále (Pécs)
- 1989. Éremművészeti Biennále (Sopron)
- 1989 FIDEM Tárlat (Helsinki)
- 1989 „Kortárs képzőművészek a családról” Pataky István Művelődési Központ (Budapest)
- 1989 Téli Tárlat – Műcsarnok (Budapest)
- 1989 „A Pécsi Grafikai Műhely ösztöndíjasai 1983-1989” (Pécs)
- 1990. I. Országos Szobrászrajz Biennále – Budatétényi Galéria
- 1990 Dante Biennále (Ravenna)
- 1990 „Magánmitológiák” Matrica Múzeum (Százhalombatta)

## Köztéri és középületekben elhelyezett művei, restaurálásai

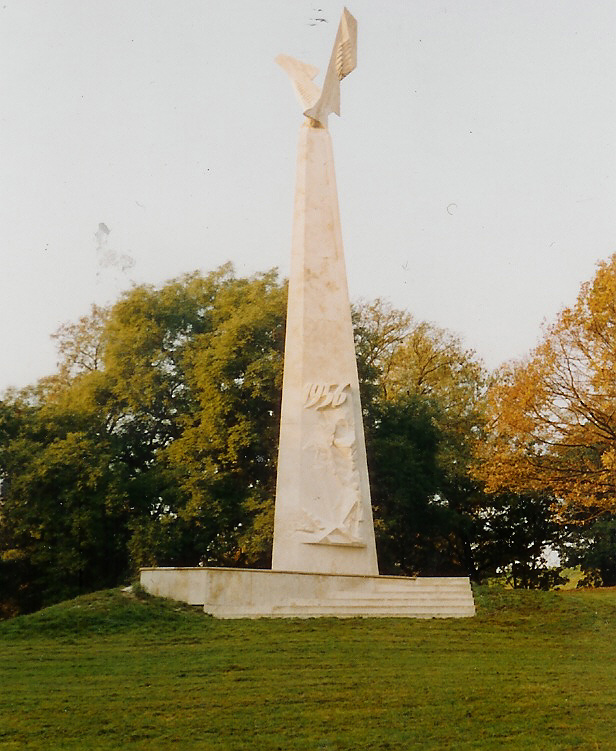
Tabáni 1956-os emlékmű (1996)

### Köztéri művei
Számos köztéri alkotást készített, ezek közül kiemelkednek a tabáni és a süttői '56-os emlékmű („Naplótöredék”)
- Maneken (1973) márvány, 220 cm, (Prilep / Macedónia, Szoborpark)
- Oszlop 1975 kő, 340 cm (Lindabrunn / Ausztria, Szoborpark)
- II. Rákóczi Ferenc-portré 1978, mészkő, 70 cm (II. Rákóczi Ferenc Gimnázium, Vásárosnamény)
- Móra Ferenc-portré (1980) vracai kő, 70 cm (Művelődési Ház parkja, Ruzsa)
- József Attila-portré (1981) bronz, tölgy, 220 cm (Általános Iskola, Pusztaszabolcs)
- Szaturnália (1981-1982) mészkő, travertin, 70x450x450 cm (Szoborpark, Villány)
- Vujicsics Tihamér domborműves utcatábla (?) mázas kerámia, 60x43 cm (Máriagyüd)
- Hiányérzet (1986) süttői mészkő, 210 cm (HUNGAROVIN, Budapest)
- Kossuth Lajos (1993) bronz dombormű, 70x100 cm, Kossuth Lajos Általános Iskola, Budafok
- Tétényi Csata (Honvéd) emlékműve (1996) süttői mészkő, 500 cm (Nagytétényi Kastélypark, Budapest)
- Tabáni 1956-os emlékmű (1996) süttői mészkő, 1650 cm (Budapest)
- Naplótöredék - '56-os emlékmű (2006) süttői mészkő, 100x200x200 cm (Süttő, Áprily tér)

### Középületekben elhelyezett művei
- Magány I. (1973) ólom, 26 cm / Magány II. (1975) ólom, 28 cm (Művelődési Minisztérium, Budapest)
- Baktay Ervin-portré és burkolat (1975) fa, 96x48x10 cm (Baktay Ervin Gimnázium, Dunaharaszti)
- Processzió (1981) bronz, 36 cm (Klauzál Gábor Művelődési Ház, Budapest)
- Vujicsics Tihamér-portré (1985) diófa, 45x35 cm (Zeneiskola Szentendre)
- Bal lator (1986) bronz, 26 cm (Vikár Béla Művelődési Ház, Balatonlelle)
- József Attila: Elégia (1990) alumínium dombormű, 300x350 cm (Pszichoterápiás Módszertani központ, Budapest)
- Mátyás lakomája (2004) 6 nm színes mázas, magas tüzű kerámia dombormű (Corvin Mátyás Vendéglátóipari Szakközépiskola, Hódmezővásárhely)

### Restaurálásai, rekonstrukciós munkái
- Átkelés a Szivason (1967) dekoratív térplasztika – Műcsarnok (Budapest)
- Dioráma (1967) Budapest Történeti Múzeum Pesterzsébeti Múzeum)
- Margitszigeti domonkos kolostor művészeti rekonstrukciója (1968) makett (Budapest Történeti Múzeum)
- Bokros Birman Dezső: Rokkant katona (1970) műtárgymásolat (Magyar Televízió)
- Pesthidegkúti kegyoszlop restaurálása Péter Ágnessel (1986)
- USA Budapesti Külképviselete rekonstrukció Péter Ágnessel és Gáti Gáborral (1986) (Budapest XII. Óra u. 22.)

## Köztéri pályázatokra készített művek makettjei
(Köztéri képzőművészeti alkotások létrehozását kezdeményező felhívásokra készített - díjazott, de meg nem valósult pályamunkák, makettek)
- 1972: PAPILLON I.-II. a Képző és Iparművészeti Lektorátus meghívására
- 1995: LYUKAS ZÁSZLÓ I. – díjazott pályamunka – Szeged Város Önkormányzatának, az ottani 1956-os Forradalom és Szabadságharc emlékműve megalkotását kezdeményező felhívására
- 1995: JÓZSEF ATTILA SÍREMLÉKÉNEK TERVE I.-II. – díjazott pályamunka, a Képző- és Iparművészeti Lektorátus meghívására
- 1996: SÍREMLÉK TERVEK I.-IV. – díjazott pályamunkák, a Képző- és Iparművészeti Lektorátusnak „A temetőkultúra megújításáért” című felhívására
- 1997: GRÓF KÁROLYI MIHÁLY EGÉSZ ALAKOS PORTRÉSZOBRA, Budapest IV. kerületi (Újpest) Önkormányzata felhívására
- 1998: A HAGYMA, MINT SZIMBÓLUM – díjazott pályamunka, Makó Város Önkormányzatának „A hagyma és ember” című pályázati felhívására
- 1998: A VÁROS ÉS VIDÉKE - HAGYMAKOSZORÚ, Makó Város Önkormányzatának „A hagyma és ember” című pályázati felhívására
- 1999: BÚJDOSÓ HONVÉDTISZTEK SÍREMLÉKE, Ruzsa Község Önkormányzatának meghívására
- 1999: A PARADICSOM KAPUJA, Ravenna Város „Dante-kapu” című felhívására
- 1999: SZENT CSALÁD, Székesfehérvár Megyei Jogú Város Önkormányzata felhívására
- 2000: PÉLDABESZÉD, Süttő Város Önkormányzatának meghívására
- 2000: NÉPFELKELŐK KÖNYVE, Debrecen Város Önkormányzatának, az ottani 1956-os Forradalom és Szabadságharc emlékműve megalkotását kezdeményező felhívására
- 2000: KAPU-PARAFRÁZIS, Budapest XXII. kerületi (Budafok – Tétény) Önkormányzatának Millenniumi Városkapu megalkotását kezdeményező meghívására
- 2002: FÁKLYA ÉS MÉCSES, Debrecen Város Önkormányzatának, az ottani 1956-os Forradalom és Szabadságharc emlékműve megalkotását kezdeményező felhívására
- 2004: REPÜLŐS EMLÉKMŰ, Szolnok Város Önkormányzata felhívására
- 2005: LYUKAS ZÁSZLÓ II., A budapesti Felvonulási térre tervezett, az 1956-os Forradalom és Szabadságharc központi emlékművének megalkotását kezdeményező felhívásra
- 2006: CORVINUS FA, a Budapesti Corvinus Egyetem felhívására
- 2008: EZÜST CSOBBANÁS / INTERFERENCIA, Budapest XX. kerület (Pesterzsébet) Önkormányzatának, a kerületi uszoda térplasztikájának megalkotását kezdeményező felhívására
- 2008: KECSKEBÉKA – I. díjas pályamunka, Kecskemét Város Önkormányzatának felhívására
- 2010: A FORRADALOM LÁNGJA, Budapest XII. kerület (Hegyvidék) Önkormányzatának, az 1956-os Forradalom és Szabadságharc (Gesztenyés kertbe tervezett) emlékműve megalkotását kezdeményező felhívására
- 2010: KLAUZÁL GÁBOR EGÉSZ ALAKOS PORTRÉ SZOBRA, Budapest XXII. kerület (Budafok – Tétény) Önkormányzata meghívására

## Közgyűjteményben őrzött alkotásai
- A Dunánál (1972) ólomdomborítás, 250x150 cm (József Attila Múzeum, Balatonszárszó)
- Találkozás (1973) fa dombormű, 70x70 cm (Városi Múzeum, Prilep / Macedónia)
- Mama (1976) dombormű, habosított cement, 150x150 cm (Gát utcai József Attila Múzeum, Budapest)
- Berzsenyi Dániel-portré és falburkolat (1975) fa, 300x300 cm (Berzsenyi Múzeum, Nikla)
- Tauffer Vilmos bronzérem (1978) átm.: 8 cm (Orvostörténeti Múzeum, Budapest)
- Picasso-, Braque-, Giacometti-érem (1978) bronz átm.: 8 cm (Éremgyűjtők Szövetsége, Bonn)
- Az alkotóházban készített kerámiák (Siklósi Alkotóház Gyűjteménye)
- Az eltévedt lovas I-II. (1982) bronzérem, átm.: 12 cm (Modern Képtár, Pécs)
- Csontváry Kosztka Tivadar (1984) bronzérem, átm.: 12 cm (Csontváry Múzeum, Pécs)
- A feltámadás nehézségei I. (1990) lavírozott kréta, papír 70x50cm (A Szobrászrajz Biennálék díjnyertes műve / Magyar Nemzeti Galéria, Budapest)
- Emanáció I-III. (1992) ceruza, akvarell, papír 70x50cm (A Szobrászrajz Biennálék díjnyertes műve / Magyar Nemzeti Galéria, Budapest)
- A lélek kapui (1998) szén, karton 100x70cm (A Szobrászrajz Biennálék díjnyertes művei / Magyar Nemzeti Galéria, Budapest)
- Az eltévedt lovas I. (1982) bronzérem, átm.: 8 cm (a Magyar Nemzeti Galéria vásárlása 2013-ban)
- Atlantisz III. (1991) bronzérem, átm.: 12 cm (a Magyar Nemzeti Galéria vásárlása 2013-ban)
- Kötődések (vagy Kötés – Oldás) IV.-V. (1992) öntött bronz, átm.: 12 cm (a Magyar Nemzeti Galéria vásárlása 2013-ban)
- Fourier: Szenvedélyek geometriája IV. / Becsvágy – Hiperbola – Napok (1990) bronzérem, átm.: 12 cm (a Magyar Nemzeti Galéria vásárlása 2013-ban)

## Elméleti munkái
- „Drvo do neba / Az égigérő fa” Borítóterv és belső illusztrációk (Magyar népmesék, Tankönyvkiadó, Budapest, 1988)
- Biennále először (Tétény-Promontor, 1990. XIII. évf. 4. sz.)
- Mi a szobrászrajz? (A II. Országos Szobrászrajz Biennále katalógusának előszava – Budapest, 1992)
- Vetületek („Dimenziók találkozása” / II. Országos Szobrászrajz Biennále Szimpóziumának előadásai – Budapest, 1992)
- A négy „ős”elem (IV. Nemzetközi Szobrászrajz Biennále Szimpóziumának előadásai – Budapest, 1996)
- Szobrászrajz = vizuális esszé („10 év a műfajok határán” / V. Nemzetközi Szobrászrajz Biennále Szimpóziumának előadásai – Budapest, 1998)
- A barlangtól a katedrálisig és vissza („10 év a műfajok határán” / V. Nemzetközi Szobrászrajz Biennále Szimpóziumának előadásai – Budapest, 1998)
- Dimenziók mezsgyéjén (Magyar Szemle. Új folyam, VIII. 1-2. sz. Budapest, 1999. február, 184-187.9)
- Megszakított folyamatok / Az eltűnt (tér)-idő nyomában („Tér és folyamatok” / VI. Renée Szimpózium 2001/2003 Budapest, Renée Művészeti Társaság, 38-39.)
- Agora és Basilica / részlet (Köz-tér – köz-hely című kiállítási katalógus, Újpest Galéria, 2001)
- „Nem biccentek igent a pusztulásnak” Vujicsics Tihamér emlékére („Nem biccentek igent a pusztulásnak” Balassi Kiadó, 2007 53-54.)

## Alkotói munkásságát elemző, értékelő szakirodalmak

### Nyomtatványok
- Mezei Ottó: Ócsai Károly szobrai a Fővárosi Szabó Ervin Könyvtár Börzsöny utcai fiókjában (Megnyitó, 1967. jún. 10.)
- Zentai Béla: Ember és gép (Vas Népe, 1968. jún. 2.)
- Rózsa Gyula: Stúdió ’70. Fiatal képzőművészek az Ernst Múzeumban (Népszabadság 1970)
- P. Szűcs Julianna: Stúdió ’71. Fiatal képzőművészek az Ernst Múzeumban (Népszabadság 1971)
- Ó.K. szobrai (Vas Népe / Napló, 1971. febr. 20.)
- Bojár Iván: Kiállításról kiállításra / Ócsai Károly (Magyar Hírlap, 1971. dec. 7.)
- Losonci Miklós: Pest megyei alkotók fővárosi kiállításokon (1972 aug. 31.)
- Soós Klára: Ócsai Károly szobrászatáról (Művészet, 1972/9. szám, 22-23. o.)
- B. Sz.: Az utolsó állomáson / Látogatás a szárszói József Attila kiállításon (Magyar Nemzet, 1972. szept. 7.)
- Ócsai Károly szobrászművész kiállítása / Stúdió Galéria 73 (Kiállítási katalógus 1973.)
- Tasnádi Attila: Kiállítási kalauz / Ócsai Károly (Népszava, 1973. jan. 26.)
- Nagy Ildikó: Ócsai Károly szobrászművész kiállítása elé (Stúdió Galéria, 1973. január 24.)
- Ambrus Tibor: Ócsai Károly szobrászművész kiállítása / Stúdió Galéria (Magyar Rádió, 1973. február)
- Horváth György: Ócsai Károly szobrai a Stúdió Galériában (Magyar Nemzet, 1973. febr. 3.)
- Ó.K. (Magyar Ifjúság, 1973.febr. 2.)
- Művészeti Kislexikon (Akadémiai Kiadó, 1973 / 434. o.)
- Pocna prilepskoto umetnicko leto (Nova Makedonija, 1973.júl. 23.)
- Bojár Iván: Kiállításról kiállításra / Ócsai Károly (Magyar Hírlap, 1973. febr. 14.)
- József Attila kiállítás (Petőfi Irodalmi Múzeum, Budapest 1974.)
- Horváth Béla: A modern magyar grafika Egry Józseftől napjainkig / katalógus bevezető (Művelődési Központ, Szob 1974)
- Kiállítás Ó.K. szobrászművész alkotásaiból (Ferihegy Híradó, 1975)
- Losonci Miklós: Ó.K. művészete (Haraszti diák, 1975. jan. 25.)
- Losonci Miklós: Ma Baktay-domborművet avatnak Dunaharasztin (Pest Megyei Hírlap, 1975. jan. 25.)
- Matthias Hietz – Alois Vogel: Gesprach in Steinbruch Zehn jahre symposion Lindabrunn (Calatra Press Villem Enzinck, Lahnstein 1976)
- Művész életrajzok (Képcsarnok, Budapest, 1978 /338. o.)
- Magyar szobrászati kiállítás (Műcsarnok, Budapest 1978)
- Szuromi Pál: Móra szobor Ruzsán (Dél-Magyarország, 1980)
- Bodó: Nagyharsányi kőfejtő / Szobrok születőben (Dunántúli Napló, 1981. júl. 31.)
- Sárospataky Csaba: Arcunk elvisszük a hegyekre / A bal lator / Ócsai Károly szobrára (Szépirodalmi Kiadó, 1984/ 93. o.)
- Érmek, rajzok, kisplasztikák / Ócsai Károly szobrászművész kiállítása (Budatétényi Galéria, 1984)
- Vidović, Jelisaveta: Skulpture Károlya Ócsaija (Narodne Novine, Budimpešta, 19. apr. 1984. / br. 16.)
- Tasnádi Attila: Egy sikeres kísérletező / Ó.K. (Népszava, 1984. máj. 11.)
- Csenkey Éva: Villány / Szoborpark (Tájak, Korok, Múzeumok Kiskönyvtára 91., Budapest1985)
- Nemzetközi Szobrász Szimpózium 1980-1981-1982-1983 / Siklós-Villány /(Siklósi Szimpózium kiadványok, XI. sz., 1985. összeállította: Csenkei Éva)
- Művész életrajzok / Kortárs magyar képzőművészek (Budapest, 1985 /372. o.)
- Magyar Numizmatikai Bibliográfia (1985)
- Hollós László: Szobor leltár ’85 (Budapest, 1-2. sz. 1986)
- Tömöry Márta: Agyagba égetett vallomások / Háttér a gyermekkultúrához (Háttér Kiadó, Budapest, 1988 / 81-87. o.)
- Angyal Mária: Szobrászpalánták Budafokon (Színkép – a Népművelés 1988. márciusi melléklete, 8-9. o.)
- Tasnádi Attila: Kiállítási kalauz / Tisztelgés Budafoknak (Népszava1988. máj. 20.)
- Bakonyvári M. Ágnes: A világegyetem kimetszett része / Ócsai Károly szobrai – Vörös Kápolna, Boglárlelle, kiállítási megnyitó (Művészet 1989 /11-12, 99-100. o. (1989. aug. 18.)
- Rajna György: Budapest köztéri szobrainak katalógusa (Budapesti Városszépítő Egyesület, 1989)
- Bakonyvári M. Ágnes: Metafizikus realizmus (Hitel, 1990.III. évf. 6. sz. márc. 27., 54. o.)
- Bakonyvári M. Ágnes: Ócsai Károly tárgyképei (Somogy, 1990.I. sz. 25-26. o.)
- Lóska Lajos: Szobrászrajzok (Új Művészet, 1990/1. szám, 55. o.)
- Magyar E.: Az agyag vallomása (24 óra, 1991.júl. 22.)
- Humanizálni a teret / Ócsai Károly szobrászművész kiállítása (Józsefvárosi Galéria1991.)
- Bebesi Károly: Humanizálni a teret / Ócsai Károly szobrai (Dunántúli Napló1992. aug. 1.)
- Bajzáné Szinyei Merse Anna: Szinyei Merse Pál Társaság 1920/1992 (katalógus-bevezető tanulmány, Budapest 1992)
- Baranyi Judit: Előszó / Mai Magyar Érem (Magyar Képzőművészek és Iparművészek Szövetsége, 1994, 46. o.)
- Pilaszanovich Irén – Wehner Tibor: Helyzetkép / Magyar Szobrászat (katalógus-bevezető tanulmány, Budapest, Műcsarnok. 1995) *Szabó C. Szilárd: 1956 intimebb, felemelőbb és tragikusabb (Dél-Magyarország 1995. okt. 21.)
- Tasnádi Attila: Gondolatok a képtárban / Egy sikeres kísérletező: Ócsai Károly (Felsőmagyarországi Kiadó, Miskolc, 1996, 114-116. o.)
- Ferch Magda: Ködlovasok / Ócsai Károly emlékműve a Tétényi csatáról (Magyar Nemzet, 1996.márc. 12.)
- Feledy Balázs: Honvédők emléke / Ócsai Károly szobra Nagytétényben (Demokrata 1996/14. sz. ápr. 4., 57. o.)
- Ferch Magda: A forradalom temploma / Avatás előtt Ócsai Károly 1956-os emlékműve a Tabánban (Magyar Nemzet, 1996.okt. 16.)
- Ötvenhatos emlékműavatás a Tabánban (Californiai Magyarság, 1996 nov. 22.)
- Bakonyvári M. Ágnes kiállítás megnyitója (Kék Iskola Galéria1996)
- Vasvári: Fél kész az emlékmű (Pesti Riport. 1996. okt. 22.)
- Dr. Bíró Béla: A Magyar Szabadságharcos Világszövetség Los Angelesi Szervezetének közleménye (Amerikai Magyar Hírlap, 1996 máj. 17.)
- Vajda Németh József: Nyílt levél a budapesti 1956-os történelmi emlékmű ürügyén, a Világon bárhol élő magyarokhoz (Amerikai Magyar Hírlap, 1996 jún. 7.)
- Boros Géza: Emlékművek 56-nak (1956-os Intézet Budapest, 1997/ 80., 147., 148., 154., 267. o.)
- Varga Tibor: Gondolatok egy emlékmű körül / Magyarok vasárnapja (Külhoni Magyarok Világlapja, 1997. október / 104. évf. 17. sz.)
- Ferch Magda: Egy dombormű nyomában (Magyar Nemzet 1997.okt. 18. / okt. 22.)
- Felszentelték a tabáni emlékművet (Magyar Nemzet, 1997okt. 24.)
- Szöllőssy Ágnes - Boros Géza: Budapest Köztéri szobrai és emléktáblái 1985-1998 (Budapest Galéria, 1998)
- Boros Géza: Element c. kiállítás megnyitó szövege (Pest Center Galéria, 1998. febr. 27.)
- Ferch Magda: A trójai faló / Műanyag tábla a Tabánban álló '56-os emlékművön (Magyar Nemzet 1998. március 27.)
- Csordás Lajos: A szobrok lesétálnak a talapzatukról (Népszabadság, 1998. június 22.)
- Mezei Ottó: Dimenziók és dimenziók metamorfózisa Ócsai Károly szobrászatában (tanulmány a Vigadó Galéria Visszametszés c. kiállításához megjelent katalógusban, Budapest, 1999)
- Boros Géza: Köz-tér / "Igazi" emlékművek (Élet és Irodalom 1999. július 30.)
- Feledy Balázs: A látható emlékezet / Könyv 1956 emlékműveiről (Demokrata, 1999/42. sz.)
- Wehner Tibor: Art – XXII. kerületi képző- és iparművészek kiállítása a millenium tiszteletére (katalógus bevezető tanulmány, Jazz Galéria, Budapest, 2000)
- Nagy Ildikó (szerk.): Kortárs művészet. Szoborpályázatok 1990-2000 (Budapest, Képző- és Iparművészeti Lektorátus, 2000/ 88., 159., 183., 192., 309., 311., 410., 418., 419., 440., 500. o.)
- Kortárs Magyar Művészeti Lexikon II. kötet (Enciklopédia Kiadó, Budapest 2000 / 952-953. o.)
- Dalmi: Emlékmű hőseinkről (A város lapja, Debrecen, 2000.okt. 18.)
- Ferch Magda: Egy köztéri szobor viszontagságai / Tabáni panasz (Magyar Nemzet, 2000. okt. 28.)
- R. Gy. Zs.: Szobortervek papíron és térben (Népszabadság 2000. dec.)
- Bartos Mihály - Garbóczi László: Emlékmű történelem / Adalékok egy szobor felállításának történetéhez (Promontor-Tétény 1848-49-ben, Savoyai Jenő Társaság, Budafok 2000)
- Feledy Balázs: Berda és Ócsai / Kiállítások az Újpest Galériában (Demokrata, 2001.márc. 1.)
- Boros Géza: Emlék/mű. Művészet – köztér - vizualitás a rendszerváltástól a Millenniumig (Enciklopédia Kiadó, Budapest, 2001 / 54-107. o.)
- Bakonyvári M. Ágnes: Köztér-közhely. – Ócsai Károly szobrászművész kiállítása (katalógus-bevezető, Újpest Galéria, Budapest, 2001)
- Ferch Magda: A szobor demokráciája / Nem azért emelik, hogy legyen hol koszorúzni (Magyar Nemzet, 2001. február 17.)
- R. GY. ZS.: Szobrászgrafikák kartonból Ócsai Károly kiállítása az Újpest Galériában (Népszabadság, 2001. február 27.)
- Wehner Tibor: Közterek és közhelyek / Ócsai Károly kiállítása az Újpest Galériában (Új Művészet, 2001/5, 41. o.)
- Ferch Magda: Ócsai 1956-os emlékműve / Kőbe faragott lendület / Már a múlté az obeliszket elcsúfító "dombormű" is (Magyar Nemzet, 2001. okt. 22.)
- Eörsi László: Corvinisták ’56 / A VIII. kerület Fegyveres csoportjai 1956 (1956-os Intézet, Budapest 2001. / 456. o.)
- Fazekas: Ócsai Károly (Városházi Híradó IX. évf. 1. sz., 2001. jan. 19.)
- Nagy Zoltán: Szobrászaton innen és túl (katalógus bevezető, Műcsarnok, Budapest 2001.)
- Bajzáné Dr. Szinyei Merse Anna - Mezei Ottó: Szinyei Merse Pál Társaság 1992-2002. (Budapest, 2002)
- Ligeti Erika: Mai magyar érem / katalógus-bevezető (MKISZ Éremművészeti Szakosztálya, 2002)
- Ferch Magda: Lépcső alatt - az úri világ csalóka fényéről szobordöntésekről és arról, hogy legalább ötfajta életet élt (Magyar Nemzet, 2003. április 26.)
- Újpest Lexikon (2003/377. o.)
- Prohászka László: Szoborhistóriák (Fővárosi Önkormányzat, Budapest 2004/ 215-216. o.)
- Orbán Éva: 56-os emlékmű a Tabánban / Beszélgetés Ócsai Károly szobrászművésszel (Nemzetőr, 2005. aug. 31.)
- Bognár Judit: Szoborrá faragott emlékek (Helyi Téma, 2006.okt. 18.)
- Halász Csilla: Kopjafák és vasrudak (Heti Válasz, 2006.dec. 10.)
- F.K.: Ócsai Károly alkotása lesz az ’56-os emlékmű (24 óra 2006. aug. 10.)
- Hetvenöt jeles hetvenes (Napút évkönyv. 2007 IX évf. 10 sz. 87.-88. o.)
- Wehner Tibor: 249 szobrász (MKISZ Szobrász Szakosztály, Budapest, 2007, 305.-308. o.)
- „Nem biccentek igent a halálnak” / Vujicsics Tihamér emlékére (Balassi Kiadó, 2007 53-54.)
- Jozefka Antal: Képmívesek, N.S. PRO HOMINE (Budapest, Újpest, 2008/117.-122. o.)
- Scholtz Viktória: A hónap művésze / Ócsai Károly szobrász (Városházi Híradó, 2008.ápr. 18.)
- Fábián Sándor: A világ szobrászainak lexikona (Magyar Kerámia Kft., Budapest 2008/581. o.)
- Wehner Tibor: Mai magyar szobrászat (1945-2010 Corvina Kiadó, Budapest, 2010 / 220. o.)
- Szakács Béla: A magyar szépirodalom érmei és plakettjei – Ócsai Károly 24 db érmének reprodukciója (Magyar Éremgyűjtők egyesülete, Budapest, 2012. 48.-52., 140., 171., 262., 375., 440.-446., 492., 568., 569., 723., 759., 1020., 1036., 1093. o.)
- Tokai Gábor: Kristály-modellek / Ócsai Károly szobrászművész geometriai kísérletei Kiállítás-megnyitó (Magyar Képzőművészeti Egyetem / Epreskert / Parthenon-fríz Terem, 2012.11.27.)
- Új Művészet (2013/01-02. szám, 72. oldal)

### Rádiós, televíziós és filmes dokumentumok
- „1956 és az emlékmű” (Duna Televízió / szerkesztő, rendező: Nagy T. Katalin, 1996. okt. 23.)
- Interjú Ócsai Károllyal (Csepp Televízió, 1996. szept. 4.)
- „A Pesti Srác” (Petőfi Rádió, riporter: Balla Ferenc, 2000. okt. 23. / 9:15)
- Emlékművek 56-nak (Petőfi Rádió, szerkesztő: Faragó Judit, 2000. okt. 23. / 19:04)
- Interjú Ócsai Károly szobrászművésszel az Újpest Galériában, Köztér - Közhely címmel rendezett kiállításáról (Újpesti Televízió, 2001.febr. 18.)
- Interjú Ócsai Károly szobrászművésszel és Neducza Nádával, a Szobrászrajz Biennálek kurátorával (Szerkesztő riporter: Hévizi Éva / Főnix Televízió, 2004.máj. 1.)
- A tabáni ’56-os emlékmű és alkotója / A tokiói TV forgatócsoportjának riportja (2005)
- A süttői emlékmű mint '56- os emlékeim naplószerű lenyomata (Hír TV / riporter: Tuba Mariann, 2006. december 10.)
- Sulyok Gabriella: Kristály-modellek / dokumentumfilm Ócsai Károly kiállításáról a Magyar Képzőművészeti Egyetem Epreskerti Parthenon-fríz Termében (2012)

## Díjai, elismerései
Számos pályázat nyertese vagy díjazottja volt.
- az '56-os szoborpályázaton elnyerte például Szeged díját,
- az Országos Térplasztikai Pályázaton Kecskemét díjazta az elképzeléseit.
- Millenniumi Fődíj (2000),
- Honvédelemért Érdemkereszt (2001),
- ’56-os Emlékérem (2002),
- Munkácsy Mihály-díj (2003).
- Az ’56-os Szövetség Pro Fidaelia I. emlékérme (2006)

## Társadalmi tevékenysége
- A Szinyei Társaság és a Magyar Szobrász Társaság tagja volt.